# Джейні Кассанавойд
Джейні Кассанавойд (19 січня 1995 , Нью-Йорк, Нью-Йорк ) — американська легкоатлетка, що спеціалізується на метанні молота.

## Кар'єра
| Рік             | Змагання                     | Місце проведення | Місце           | Дисципліна      | Результат       | Примітки        |
| Представник США | Представник США              | Представник США  | Представник США | Представник США | Представник США | Представник США |
| --------------- | ---------------------------- | ---------------- | --------------- | --------------- | --------------- | --------------- |
| 2021            | Олімпійські випробування США | Юджин, США       | 4               | метання молота  | 73.45 м         |                 |
| 2022            | Чемпіонат світу              | Юджин, США       | 3               | метання молота  | 74.86 м         |                 |